# ليلاند د. كروفورد
ليلاند د. كروفورد (بالإنجليزية: Leland D. Crawford) هو عسكري أمريكي، ولد في 2 فبراير 1930 في Sharon, West Virginia ‏ في الولايات المتحدة، وتوفي في 16 فبراير 1993.